# Ricky Stromberg
Richard Stromberg, detto Ricky (Tulsa, 10 novembre 2000), è un giocatore di football americano statunitense che milita nel ruolo di guardia per i Washington Commanders della National Football League (NFL).

## Carriera

### Washington Commanders
Al college Stromberg giocò a football ad Arkansas, venendo inserito nella formazione ideale della Southeastern Conference. Fu scelto nel corso del terzo giro (97º assoluto) del Draft NFL 2023 dai Washington Commanders. Debuttò come professionista subentrando nella gara del secondo turno contro i Denver Broncos. La sua stagione da rookie si chiuse con 4 presenze, nessuna delle quali come titolare.